# Hát (Phật giáo)
Hát (zh. "Ho!", "Hè!" 喝, ja. "Katsu!") là danh từ Hán-Việt chỉ một riếng quát, tiếng hét không có ý nghĩa cụ thể, được các vị Thiền sư sử dụng làm phương tiện để hoằng hoá như một cây gậy, Phất tử. Tiếng hét này cũng được chư vị sử dụng để trình bày kinh nghiệm chứng ngộ của mình, sử dụng như một phương tiện chuyển hoá tất cả những văn tự ngôn ngữ bình thường. Như một cây gậy được vung lên đúng lúc, một tiếng hét hợp thời điểm có thể là một yếu tố dẫn thiền sinh đến kinh nghiệm Kiến tính.
Theo truyền thuyết thì người đầu tiên sử dụng tiếng hét để giáo hoá chúng là Mã Tổ Đạo Nhất, một vị Thiền sư nổi danh với giọng hét như sấm. Tương truyền là Thiền sư Bách Trượng nghe tiếng hét của Mã Tổ mà ù tai ba ngày. Cũng nổi danh không kém Mã Tổ trong việc sử dụng tiếng hét—và thêm vào đó là cây gậy (Bổng hát)—là sư Lâm Tế Nghĩa Huyền. Lâm Tế phân biệt bốn loại hét (tứ hát) sau: 
1. Tiếng hét như bảo kiếm của vua Kim cương;
2. Tiếng hét như bốn vó của Kim mao sư tử đang vồ trụ đất;
3. Tiếng hét như cần câu quơ bóng cỏ và
4. Tiếng hét mà không có tác dụng của tiếng hét.

Lâm tế lục ghi lại rất nhiều trường hợp sư sử dụng tiếng hét. Sau đây là hai ví dụ (bản dịch của Thích Duy Lực):
"Tăng hỏi: ‘Sư tuyên nói gia khúc tông phong ai? Nối pháp vị nào?’ Sư đáp: ‘Ta ở nơi Hoàng Bá ba lần hỏi Phật pháp, ba lần bị đánh.’ Tăng do dự muốn nói. Sư bèn hét rồi nói rằng: ‘Không lẽ hướng vào hư không mà đóng đinh chăng?’".
"Tăng hỏi: ‘Thế nào là đại ý Phật pháp?’ Sư không đáp, dựng đứng Phất tử. Tăng bèn hét. Sư cũng hét. Lúc ấy, vị tăng do dự, sư bèn đánh."